# Un lapin à Manhattan

Un lapin à Manhattan (A Hare Grows in Manhattan) est un cartoon réalisé par Friz Freleng sorti en 1947.
Il met en scène Bugs Bunny et Spike le bouledogue.

## Synopsis
Une reine des potins d’Hollywood nommée « Lola Beverly » (sur le modèle du célèbre journal et chroniqueur radio Louella Parsons, rarement connu sous le nom « Lolly ») téléphone Bugs Bunny dans son « manoir », qui est en fait un trou de lapin avec des parures de fantaisie telles que des colonnes et une piscine. Lola coaxes une histoire biographique de Bugs, et il parle de grandir dans le Lower East Side de Manhattan. Il danse dans les rues de la Grosse Pomme en chantant « La Fille de Rosie O’Grady ».
Bugs est agressé à plusieurs reprises par un "gang de rue" composé d’un paquet de chiens errants menés par un bouledogue difficile à parler mais pas trop brillant qui porte un chapeau melon et pull col roulé. Bugs frappe le bouledogue avec des morceaux de tarte achetés à l’Automate. Il tente de s’échapper par la cigogne Klub, où les vraies cigognes sont les clients. Bugs tente alors de se cacher dans un panneau d’affichage sur le toit pour des cigarettes "égyptiennes". Le bouledogue se retrouve suspendu par une "main" d’une corde à linge. Bugs, sur une ligne adjacente, joue le jeu "The Time-Honored" de Tweety, épluchant les "piddies" du chien maladroit de la ligne un par un. Quand il "manque de piddies" et que son chien tombe, Bugs revient à sa voix normale et dit, "Mon Dieu, je ne suis pas une puanteur ?"
Bugs pense qu’il a envoyé les chiens, disant "C’est trente pour aujourd’hui!" Il retourne danser et chanter des claquettes et se retrouve soudain dans une impasse à côté d’un kiosque à journaux. La bande de chiens réapparaît et marche sur Bugs menaçant. Bugs attrape un livre et menace de les frapper avec lui dans son "dernier stand". Les yeux des chiens s’ouvrent grand quand ils voient le livre, et ils se retournent et font la course vers, et à travers, le pont de Brooklyn. Le curieux Bugs regarde le livre et voit que c’est le roman A Tree Grows à Brooklyn.
Bugs se dit, dans un rare moment de silence et de réflexion, "Tu sais, peut-être que je devrais lire ce que tu dis!" Alors que le underscore reprend une barre instrumentale de "Rosie O’Grady", Bugs s’éloigne vers les gratte-ciel de la ville, tout en lisant le livre et en fredonnant.